# Hygrophoroïde
 (novembre 2013).
Si vous disposez d'ouvrages ou d'articles de référence ou si vous connaissez des sites web de qualité traitant du thème abordé ici, merci de compléter l'article en donnant les références utiles à sa vérifiabilité et en les liant à la section « Notes et références ».
 (novembre 2013).
- Si vous ne connaissez pas le sujet, laissez ce bandeau (vous pouvez alors contacter les auteurs).
- Si vous supprimez le contenu mis en cause (vous pouvez préalablement contacter les auteurs),

argumentez précisément cette suppression dans la page de discussion
(un manque de référence n'est pas un argument ; une recherche réelle de référence doit avoir été effectuée, être formellement documentée).

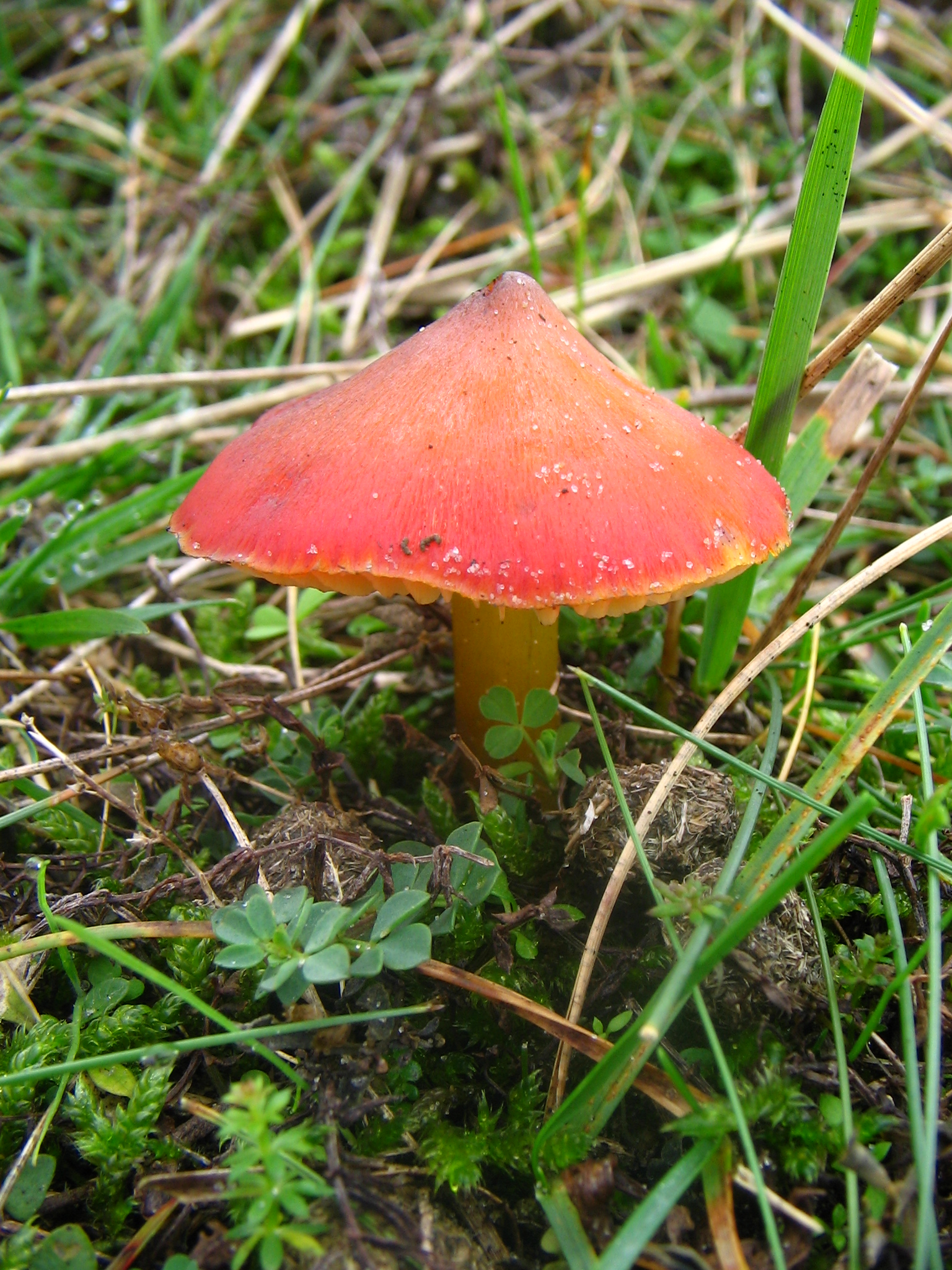
Hygrocybe conica

Le clade hygrophoroïde est une nouvelle division phylogénétique des Agaricales, proposée en 2006, et y constituant le troisième des six clades des Agaricales.

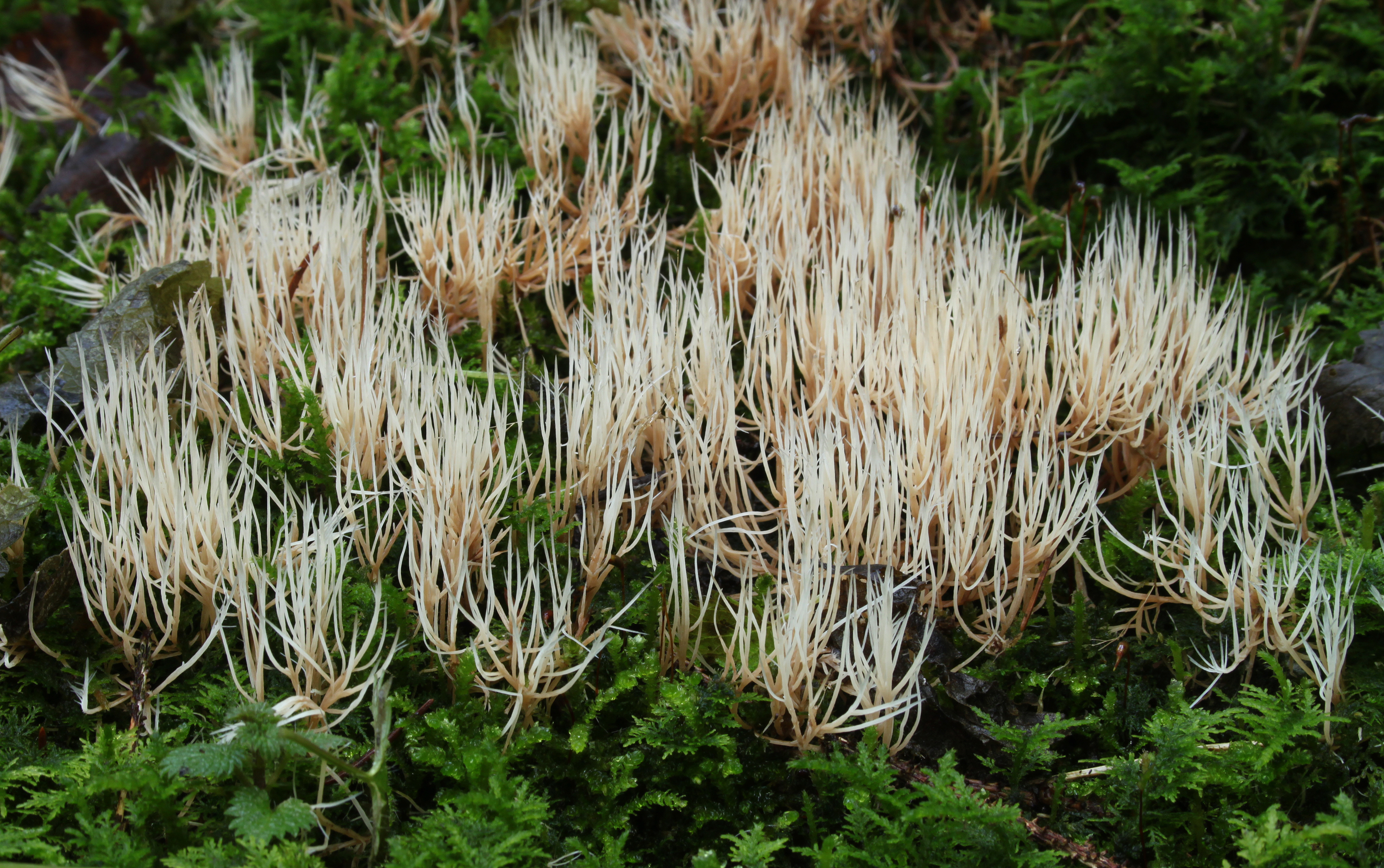
Pterula multifida

## Situation du clade
- Agaricomycètes
  - Clade des Athéloïdes
  - Boletales, Clade des Bolets
  - Agaricales, Clade des Euagarics
    - Clade I Plicaturopsidoïde
      - Clade II Pluteoïde
      - Clade III Hygrophoroïde
        - Typhulaceae
        - Pterulaceae
          - Hygrophoraceae

      - Clade IV Marasmioïde
      - Clade V Tricholomatoïde
      - Clade VI Agaricoïde

## Phylogénie du Clade III Hygrophoroïde
- Clade III Hygrophoroïde
  - Typhulaceae
    - Xeromphalina
    - Sarcomyxa
    - Typhula

  - Pterulaceae
    - 
      - Pterula
      - Phyllotopsis sp.

    - Hygrophoraceae
      - Camarophyllus sp.
        - Ampulloclitocybe
          - Pseudoarmilliarella
            - Lichenomphalia
              - Gliophorus

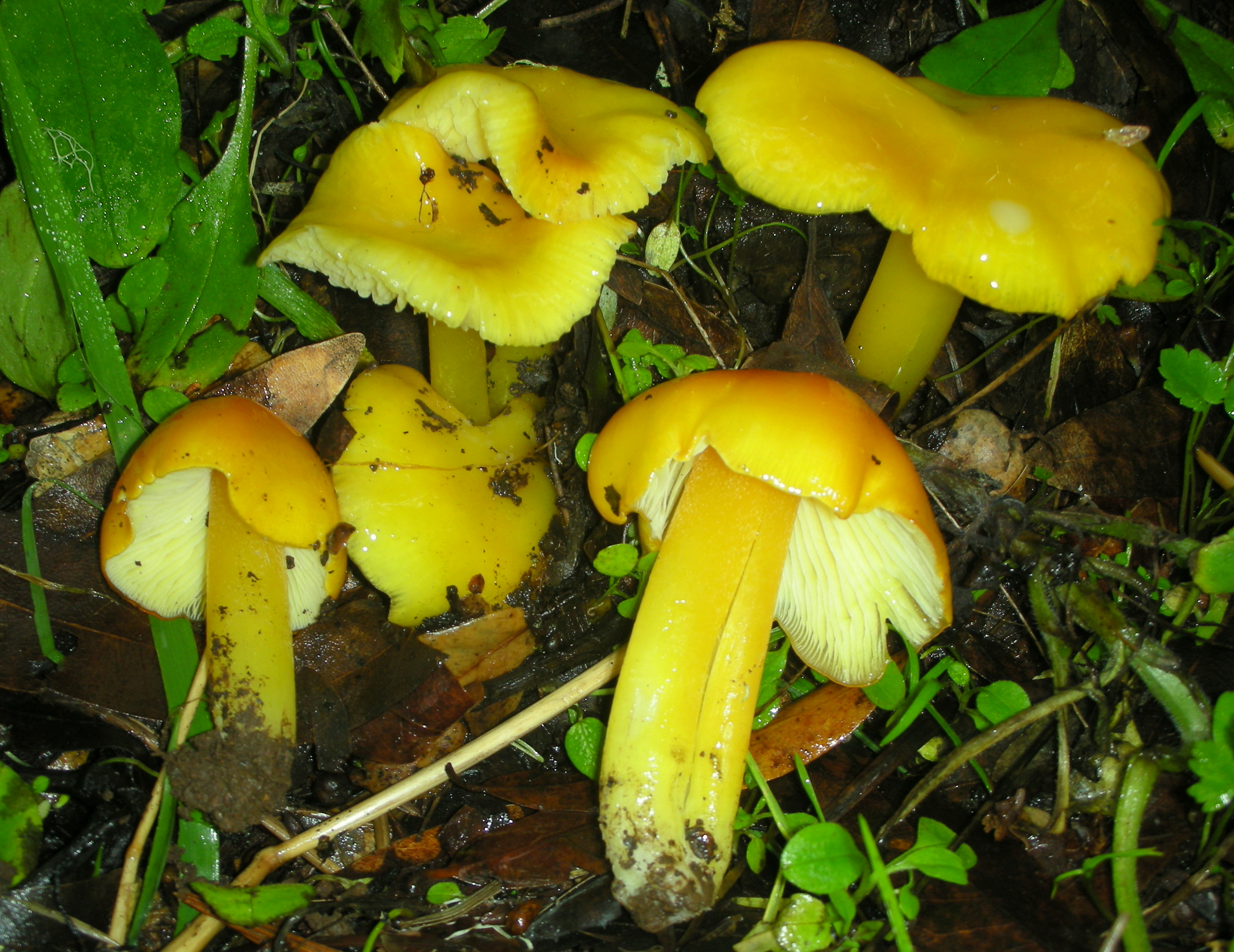
Hygrocybe flavescens

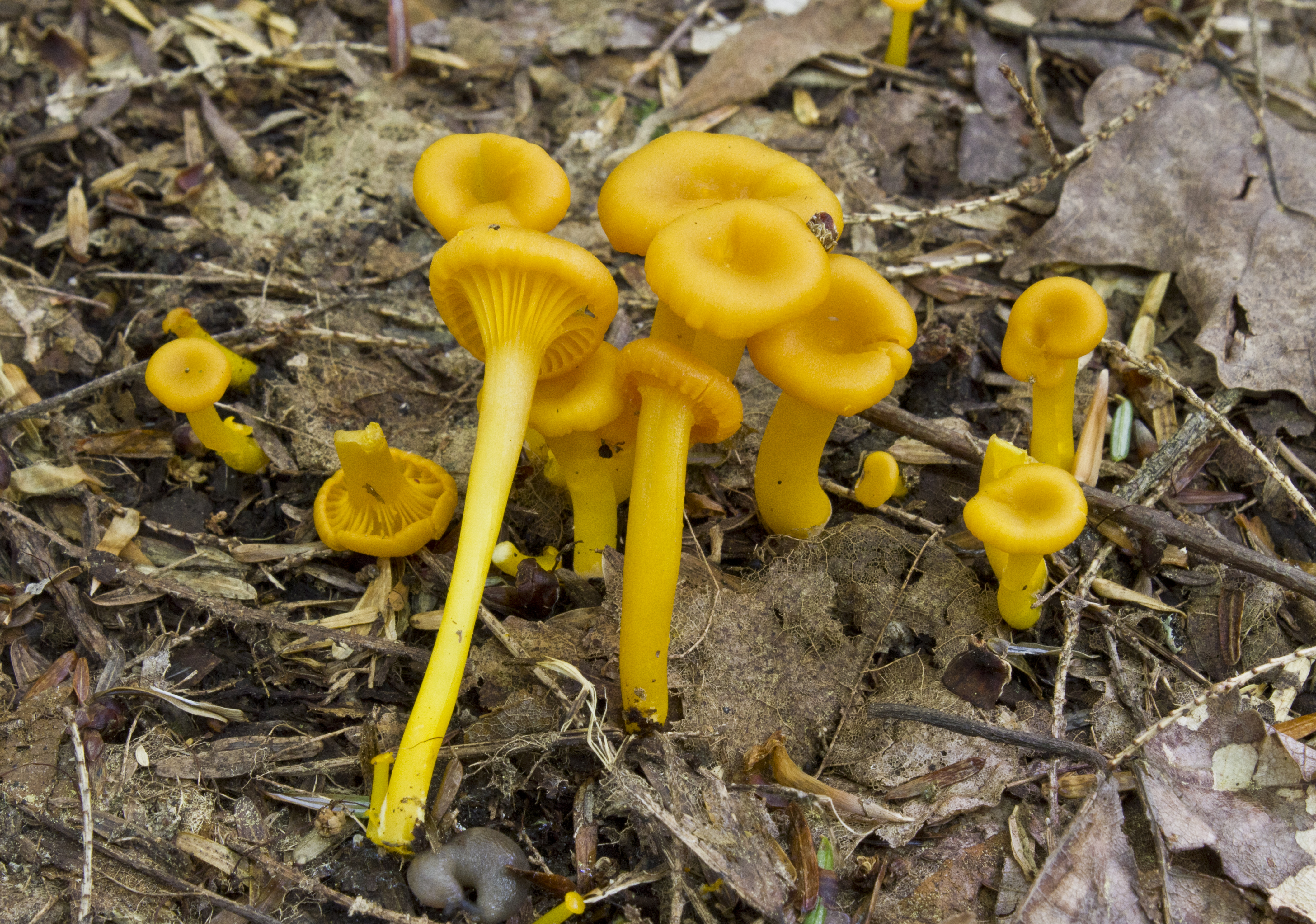
Hygrocybe nitida, présente une confusion possible avec Craterellus tubaeformis

                - Hygrophorus auratocephalus

              - Hygrophorus eburneus
                - Hygrophorus flavodiscus
                  - Hygrophorus sordidus
                    - Hygrophorus sp.

              - Chromosera
              - Chrisomphalina sp.
              - Hygrocybe sp.
                - Hygrocybe coccinea
                  - Hygrocybe miniata
                    - Hygrocybe cantharellus

                  - Hygrocybe conica